# Brandmand Sam
Brandmand Sam (Fireman Sam, walisisk: Sam Tân) er en britisk dukke-tv-serie for børn. Den handler om Samuel Peyton-Jones, som er bedre kendt som brandmand Sam. Historierne foregår i og omkring den lille walisiske by Pontypandy. Byen Pontypandy er en fiktiv by, som er en sproglig sammentrækning af de to virkelige walisiske byer: Pontypridd og Tonypandy.
Serien blev i første omgang sendt i britisk tv i perioden 1987-1994 med 33 afsnit fordelt på fire sæsoner. I 2005 blev serien genoplivet, og der er frem til 2013 sendt yderligere 134 fordelt på fem sæsoner. Serien sendes i en række forskellige lande, heriblandt Danmark.